# Cao Mật
Cao Mật (tiếng Trung giản thể: 高密市, bính âm: Gāomì Shì, Hán Việt: Cao Mật thị) là một thành phố cấp huyện của địa cấp thị Duy Phường, tỉnh Sơn Đông, Trung Quốc. Thành phố này có diện tích 1.526,63 km², dân số năm 2018 là 896.444 người. Mã số bưu chính của thành phố này là 261500, mã vùng là 0536. Cao Mật được chia thành 3 nhai đạo, 7 trấn. Các đơn vị này lại được chia ra 993 thôn hành chính.